# Bell Tower (Edmonton)
Der Bell Tower ist ein Bürogebäude in Edmonton, Alberta, Kanada. Es wurde im Jahr 1982 fertiggestellt. Das Gebäude verfügt über 31 Etagen und ist 130 Meter hoch. Es war früher auch als Canadian Commercial Bank Tower bekannt. Die Bank hatte ihren Hauptsitz in dem Gebäude, bevor sie 1985 insolvent wurde. Aktuell nutzen mehrere Unternehmen die Büroflächen in dem Gebäude, darunter Bell Canada, Bishop & McKenzie LLP. und Great-West Life Assurance.